# Irmgard Möller
Irmgard Maria Elisabeth Möller (* 13. Mai 1947 in Bielefeld) ist eine ehemalige Terroristin der Rote Armee Fraktion (RAF). Möller ist die einzige Überlebende der sogenannten Todesnacht von Stammheim am 18. Oktober 1977, in der führende Mitglieder der ersten Generation der RAF in der Justizvollzugsanstalt Stuttgart Suizid begingen. Möller überlebte schwer verletzt. Wegen ihrer Beteiligung an zwei Bombenanschlägen und dreifachen gemeinschaftlich begangenen Mordes wurde sie 1979 zu einer lebenslangen Freiheitsstrafe verurteilt und war von 1972 bis zu ihrer Entlassung 1994 in Haft.

## Leben
Möller ist die Tochter eines Oberstudienrats. Sie studierte Germanistik und schloss sich 1968 in München der Studentenbewegung an. Sie lebte in einer Wohngemeinschaft mit den späteren RAF-Terroristen Rolf Heißler und Brigitte Mohnhaupt. Ihr Lebensgefährte war Fritz Teufel, der sie als zweite große Liebe seines Lebens bezeichnete. Sie engagierte sich zunächst in der anarchistischen Gefangenen-Solidaritätsgruppe Schwarze Hilfe. 1971 wurde sie Mitglied der Rote Armee Fraktion. Sie soll die Aktionen der Gruppe im Raum Stuttgart koordiniert und organisiert haben. Am 8. Juli 1972 wurde sie in Offenbach am Main auf Hinweis eines RAF-Informanten gemeinsam mit Klaus Jünschke von der Polizei festgenommen. 1976 wurde sie u. a. wegen der Mitgliedschaft in der RAF zu viereinhalb Jahren Freiheitsstrafe verurteilt. Nach dem Tod Ulrike Meinhofs 1976 wurde sie in das Gefängnis Stuttgart-Stammheim verlegt und war mit anderen Häftlingen aus der RAF zusammengelegt.
Möller überlebte ihren Selbstmordversuch in der „Todesnacht von Stammheim“, während die anderen drei RAF-Terroristen starben. Am 18. Oktober 1977 waren Andreas Baader, Gudrun Ensslin und Jan-Carl Raspe im Hochsicherheitstrakt der JVA Stuttgart nach ihren Suiziden tot aufgefunden worden, Irmgard Möller wurde mit vier Messerstichen in der Herzregion in die Chirurgische Klinik Tübingen geflogen und notoperiert. Sie bestreitet einen kollektiven Suizid und spricht von staatlich angeordneten Morden.
Am 31. Mai 1979 wurde sie  unter anderem wegen dreifachen Mordes zu einer lebenslangen Freiheitsstrafe verurteilt. Nach dem Urteil wurde sie nach Lübeck verlegt und hatte jahrelang täglichen Umschluss mit dem ebenfalls dort inhaftierten RAF-Mitglied Hanna Krabbe. In der Nachfolge dieser Ereignisse bildete sich aus verschiedenen Frauengruppen ein Solidaritätskomitee für Möller.
Möller verbüßte 23 Jahre Haft. Als zum damaligen Zeitpunkt am längsten inhaftierte Frau Deutschlands wurde sie am 1. Dezember 1994 aus der Justizvollzugsanstalt Lübeck entlassen.

## Film
- Stammheim – Zeit des Terrors; Dokudrama von Niki Stein und Stefan Aust, 2025